# Hosuru, Alur
Hosuru là một làng thuộc tehsil Alur, huyện Hassan, bang Karnataka, Ấn Độ.